# Slobojanske, Dnipro
Slobojanske (în ucraineană Слобожанське; între 1987 și 2016, Iuvileine, în ucraineană Ювілейне) este o așezare de tip urban din raionul Dnipro, regiunea Dnipropetrovsk, Ucraina. În afara localității principale, nu cuprinde și alte sate.

## Demografie
Componența lingvistică a așezării de tip urban Slobojanske
     Ucraineană (61,94%)
     Rusă (35,34%)
     Alte limbi (0,14%)
Conform recensământului din 2001, majoritatea populației așezării de tip urban Slobojanske era vorbitoare de ucraineană (61,94%), existând în minoritate și vorbitori de rusă (35,34%).